# Maślakowice (Jodłowa)
Maślakowice – część wsi Jodłowa w Polsce, położona w województwie podkarpackim, w powiecie dębickim, w gminie Jodłowa. Wchodzi w skład sołectwa Jodłowa.
W latach 1975–1998 Maślakowice administracyjnie należały do województwa tarnowskiego.
Wierni kościoła rzymskokatolickiego należą do parafii św. Stanisława w Jodłowej.